# 223 Batalion WOP
223 Batalion Wojsk Ochrony Pogranicza – samodzielny pododdział Wojsk Ochrony Pogranicza.

## Formowanie i zmiany organizacyjne
Na podstawie rozkazu MBP nr 043/org z 3 czerwca 1950, na bazie 11 Brygady Ochrony Pogranicza, sformowano 22 Brygadę Wojsk Pogranicza, a z dniem 1 stycznia 1951 15 batalion Ochrony Pogranicza przemianowano na 223 batalion WOP.
Z dniem 15. 11.1955 zlikwidowano sztab batalionu. Strażnice podporządkowane zostały bezpośrednio pod sztab brygady. W sztabie brygady wprowadzono stanowiska nieetatowych oficerów kierunkowych odpowiedzialnych za służbę graniczną strażnic . Budynki koszarowe zaadaptowano na szpital.

## Struktura organizacyjna
- dowództwo
- 127 strażnica – Bobra Wielka
- 128 strażnica – Chreptowce
- 129 strażnica – Miszkieniki Wielkie
- 130 strażnica – Krynki (od 01.06.1952)[5]

W 1954 batalionowi podlegały:
- 121 strażnica WOP Bobra Wielka
- 122 strażnica WOP Kuźnica
- 123 strażnica WOP Mieszkienniki Wielkie
- 124 strażnica WOP Krynki
- 125 strażnica WOP Jaryłowka

## Dowódcy batalionu
- mjr Stanisław Chomentowski(był w 1951)